# 宮下静雄
宮下 静雄（みやした しずお、1950年1月25日 - 1980年7月31日（30歳没））は、大阪の中古レコード店、フォーエヴァー・レコード（Forever Records）の創設者。オールディーズ専門誌「Forever」発行人。レコード・コレクター。

## 来歴
- 1950年 - 大阪に生まれる。
- 1966年 - 短波放送でFEN （現・AFN）のラジオ番組「The Jim Pewter Show」を聴き、本格的に1950-60年代のロックン・ロール、ポップスに没頭。海外からメールオーダーでレコードの個人輸入を開始。
- 1972年 - 「The Jim Pewter Show」のDJ、ジム・ピューター（英語版）をロサンゼルスの自宅に訪ね、以降親交を深める。
- 1973年 - 4月、日本初のオールディーズ専門誌「Forever」創刊号発行。8月、第2号発行。
- 同年、後に『スイングジャーナル』編集長となる音楽評論家、中山康樹と共同でポスター型音楽誌『バーバラ・アン』発行（1号のみで終了）。
- 1974年 - 3月、「Forever」第3号発行。
- 読者からの要望に応え、レコードの輸入販売部門「フォーエヴァー・レコード・サーヴィス」開設。 その顧客リストには大瀧詠一、山下達郎らが名を連ねており、彼等がたびたび大阪の事務所兼倉庫に訪れることもあった。
- 1975年 - 11月、「Forever」第4号発行
- 1978年 - 10月、大阪市東住吉区に実店舗 Forever Records 1号店を開店。
- 1980年 - 7月、死去。

## エピソード
- 雑誌名「Forever」は、ジム・ピューターの命名（ジム・ピューターが主宰するレコード・レーベルと同名）。

- 大瀧詠一のLP『GO! GO! NIAGARA』(1976年 日本コロムビア LQ-7011-E)のサンクス・クレジットに宮下静雄の名前が記されている。

- 山下達郎のアルバム『ON THE STREET CORNER』（1980年 RVC/AIR RAL-6501）のライナーノーツには“This album is dedicated to the memories of SHIZUO MIYASHITA, forever”とクレジットされている。

- 監修LP『SUNSHINE SURFIN' SOUNDS』（1978年 CBS/SONY 30AP-991～2）では山下達郎と共にライナーノーツも担当。 同アルバムCD化（2006年 SONY MHCP-1084）に際し、収録アーティストの契約問題から一部内容が変更されたためライナーノーツの刷新も検討されたが、山下達郎の厚意によりほぼオリジナルの状態で掲載された。CD版ライナーノーツに山下達郎は「このアルバムの監修者である宮下静雄氏は、世界的なレコード・コレクターであり、日本にロックン・ロール・オールディーズを広めた功労者でした。1980年にご逝去されております。」と加筆している。

- アメリカの権威あるレコード・コレクター誌『ゴールドマイン（英語版）』に、日本から初めて広告を打ったのも「フォーエヴァー・レコード」である（その図版にはソウル狂で知られる湯村輝彦のイラストが使用された）。

- 雑誌『宝島』1978年12月号・輸入レコード店特集で「フォーエヴァー・レコードにあるおもしろいレコードを3枚」とのリクエストに、ジェリー・リー・ルイス - Jerry Lee Lewis (Sun Records)、ジョン・レイトン（英語版） - John Leyton (Top Rank)、ダニー&ジュニアーズ（英語版） - Rock and Roll Is Here to Stay (Singular Records) を挙げている。

- 雑誌「Forever」は、残されたスタッフにより第6号まで継続。